# Gustaf Adolf Bouveng
Gustaf Adolf Oscar Nils Bouveng, född 6 november 1895 i Stockholm, död 26 oktober 1981 på Lidingö, var en svensk ämbetsman.
Bouveng blev juris kandidat 1920, assessor i Göta hovrätt 1927, fiskal 1930, hovrättsråd 1933 samt 1932 tillförordnad och 1936 ordinarie revisionssekreterare. Han var expeditionschef i Jordbruksdepartementet 1939–1947 och från 1947 överdirektör och chef för Veterinärstyrelsen. Bouveng anlitades för en mängd utredningar och var bland annat juridiskt biträde i Försvarsstaben 1937–1942 och hos överbefälhavaren från 1942. 
Gustaf Adolf Bouveng är begraven på Gamla griftegården i Linköping.